# Bill y Bolita
Boule et Bill (Bill y Bolita en España y Dany y Pompón en Argentina) es una popular serie de cómic, en la tradición de la historieta franco-belga, creada en 1959 por el historietista belga Jean Roba en colaboración con Maurice Rosy. En 2003 la responsabilidad artística de la serie pasó al antiguo asistente de Roba, Laurent Verron. La serie narra las aventuras familiares de un niño de 7 años, Boule (Bolita), y su perro, Bill, así como el resto de su familia. La historieta típicamente consiste en una serie de gags individuales.

## Trayectoria
Bill y Bolita apareció por primera vez en la revista franco-belga Spirou el 24 de diciembre de 1959. Pretendía ser una especie de Peanuts europeo. Debutó como un mini-récit, una historia de 32 pequeñas páginas, impresa en el interior de la revista. Hasta entonces Roba se había dedicado principalmente a hacer ilustraciones para la revista y a ayudar a otros autores (incluyendo André Franquin), y ahora comenzó  su propia serie. Unos pocos meses después, apareció un cómic de cuatro páginas con los mismos protagonistas, y poco después Roba creaba un cómic de una página semanalmente. Durante los siguientes 25 años, Bill y Bolita fue una de las series más populares de la revista, y apareció sobre todo en la contraportada. Algunas de las historietas incluso se publicaron en Le Journal de Mickey, que se basaba principalmente en personajes de la franquicia Disney como Mickey Mouse y Donald Duck.
Desde 1962 a 1965, la serie apareció en la revista británica "Valiant", renombrada como It's A Dog's Life. El nombre de Boule se cambió a Pete y el de Bill, a Larry. Aparte de estos cambios la historieta era prácticamente idéntica.
En España, la revista "Strong" la publicó con el título de Quique y Lucio entre 1969 y 1971.
Hasta 1985, Dupuis editó 21 álbumes, que incluían una historia larga y alrededor de 800 gags. Más adelante, Roba cambió de editor, trasladándose a Dargaud. 
En 1999, Bill y Bolita fue enteramente reeditada por Dupuis en álbumes de 48 páginas, mientras que los antiguos estaban compuestos por 64, 56 o 48 páginas. Esta serie consta de los 24 álbumes publicados por Dupuis más otros tres de Dargaud. Los nueve primeros álbumes de la colección original fueron reemplazados por 14 álbumes con nuevos nombres. Los otros mantuvieron su nombre original, excepto el antiguo álbum 22, que fue renombrado como Les v'la!. 
En 2006, Jean Roba murió, pero ya había anunciado que quería que la serie continuara, designando a Verron como su sucesor.

## Argumento
Bill y Bolita narra las sencillas aventuras del niño de siete años de edad Boule (Bolita o Dany en las traducciones al castellano) y su perro Bill, un cocker spaniel, así como de la madre y el padre de Bolita y Caroline la tortuga. Bill, aunque está ligeramente antropomorfizado, se comporta básicamente como un perro normal, y toda la serie sitúa sus cómicas aventuras en el realista entorno de una familia normal en una ciudad normal, con vidas normales. La mayoría de los gags ocurren en la casa o sus proximidades, pero también incluye casi todos los años unas vacaciones en las que la familia viaja lejos de su casa, normalmente a la playa.

### Personajes
- Boule (Bolita o Dany) es un niño pelirrojo de corta edad, vestido siempre con un pantalón de peto azul y una camiseta de manga corta amarilla. Es un niño normal que va al colegio y tiene amigos con los que juega mucho. El nombre de Boule se inspira en el apodo «Bouboule» que Philippe, el hijo de Jean Roba, tenía en el colegio porque era un poco gordito.

- Bill es un cocker Spaniel. No puede hablar pero emplea muchos trucos para hacerse entender, particularmente usando sus largas orejas, que puede dirigir a su antojo, dando lugar a diversos gags. Puede comunicarse con otros animales, como su mejor amiga, Caroline la tortuga. Es muy ingenioso y astuto para encontrar comida, le gusta dormir en sofás pero detesta bañarse. Algunos de los gags más recurrentes se centran en las estratagemas de Bolita y su padre para meter a un reticente Bill en una tina para bañarlo. Bill era el nombre del perro de Jean Roba.

- La madre de Bolita (Carine, según la serie animada de 2005) permanece en la casa y se encarga de las labores domésticas. Se preocupa por mantener limpia la casa y prevenir los desastres que generan Bill y Bolita.

- El padre de Bolita (Pierre, según la serie animada de 2005) intenta educar adecuadamente su hijo aprovechando cualquier oportunidad para ayudarle a descubrir cosas nuevas, incluyendo sus preguntas y equivocaciones. Desafortunadamente, fracasa la mayoría de la veces, generalmente debido a estar demasiado orgulloso de su sabiduría y demasiado seguro de sus conocimientos y negarse a admitir sus errores ante Boule. Trabaja para una compañía de publicidad y le gusta la jardinería y dormir en el sofá, al igual que Bill, lo que da pie a gags recurrentes.

- Caroline es una tortuga verde que pertenece a la familia de Bolita. Vive en el jardín. Cuando Bill la conoció, temía que pudiera comerse sus huesos, luego se tranquilizó, porque sólo come lechuga. Desde entonces, los dos se han convertido en los mejores amigos; sus discusiones son a menudo un pretexto para criticar (sutilmente) a los seres humanos. Caroline padece de insomnio y le encanta la acción; juega al bobsleigh, al columpio y a muchos otros juegos.

- Madame Stick es la vecina de la familia de Bolita. Viuda de un coronel, es muy estricta y severa. Es propietaria de Corporal, un gato que es el mayor enemigo de Bill.

- Gérard es un chico pretencioso, dueño de un perro similar a él. Intenta ningunear a Bolita y Bill pero suele terminar siendo superado por su inventiva.

- Monsieur Coupon-Dubois es el jefe del padre de Bolita. Es un hombre muy respetable al que padre de Bolita invita alguna veces a casa o se le confían preciosos objetos, y que encuentra difícil prevenir las travesuras de Bolita.

- Pouf es el mejor amigo de Bolita, pero también un rival para Bill, el cual le molesta con frecuencia. Lleva el pelo largo, y no puede ver nada debido al largo flequillo de pelo que le tapa los ojos, y una gorra. Sólo piensa en jugar a los indios, al fútbol y a los piratas. Bill no siempre se lleva bien con Puof y a veces le gasta bromas.

- Hildegarde es la prima de Pouf que vive en el campo. Aparece unas pocas veces en la serie.

- Profesor de Bolita, caricaturizado bajo los rasgos de Morris.

## Álbumes
Bill y Bolita fue publicada primero por Dupuis y a partir de 1988 por Dargaud.

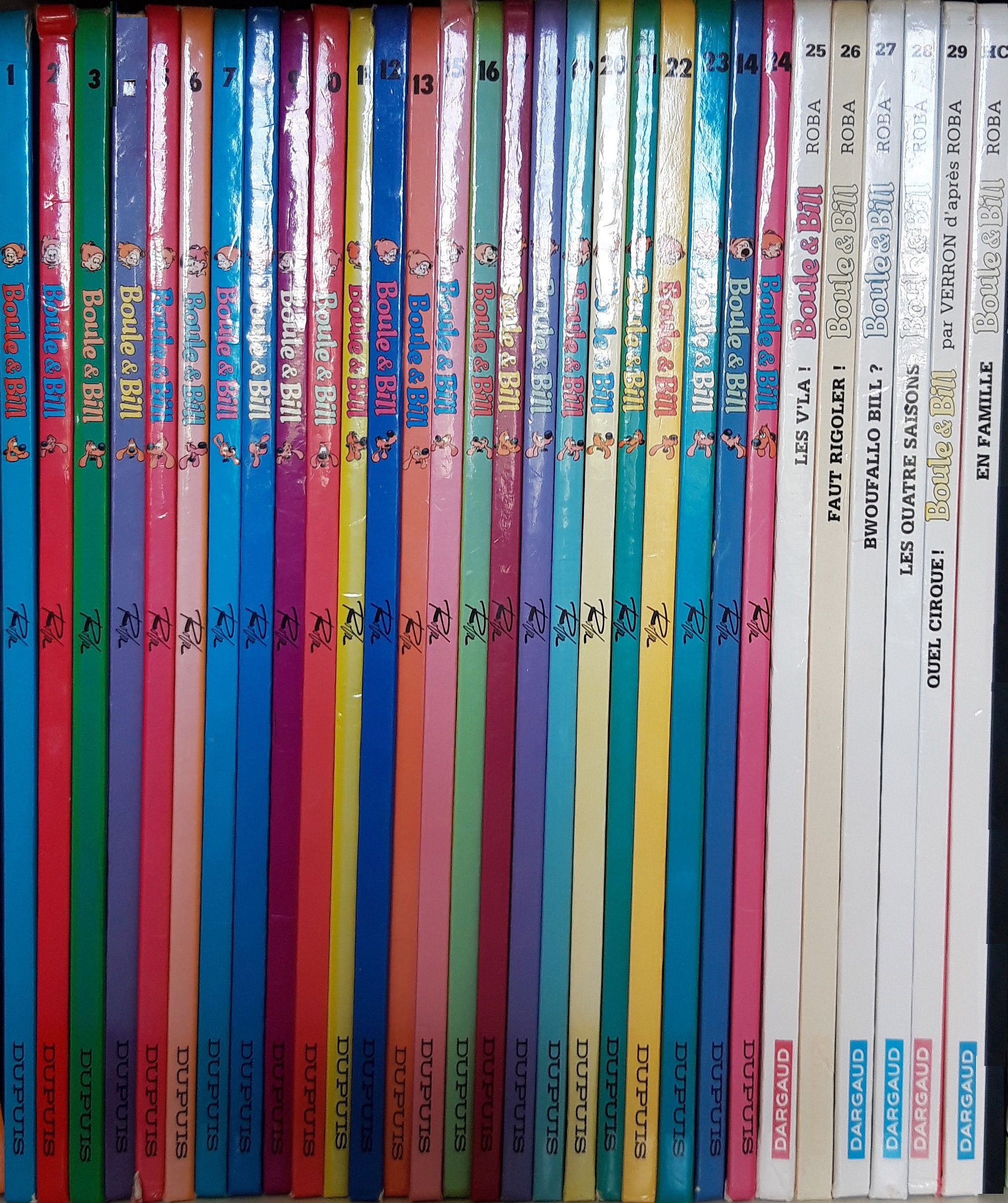
Álbumes del n.º 1 al 29, más el recopilatorio Boule & Bill en famille (1997).

Álbumes numerados en el 2008 a partir de la reforma de la serie (1999):
1. Tel Boule, tel Bill
2. Boule et Bill déboulent
3. Les Copains d’abord
4. Système Bill
5. Bulle et Bill
6. Tu te rappelles, Bill ?
7. Bill ou Face
8. Souvenirs de famille
9. Le fauve est lâché
10. Bill, chien modèle
11. Bill de match
12. Sieste sur ordonnance
13. Papa, Maman, Boule et… moi
14. Une vie de chien
15. Attention chien marrant !
16. Jeux de Bill
17. Ce coquin cocker
18. Carnet de Bill
19. Ras le Bill
20. Bill, nom d'un chien !
21. Bill est maboul
22. Globe-trotters
23. Strip-Cocker
24. Billets de Bill
25. Les V'là !, 1999
26. Faut rigoler !, 1999
27. Bwouf allo Bill ?, 1999
28. Les Quatre Saisons, 2001
29. Quel cirque !, 2003
30. La Bande à Bill, 2005
31. Graine de cocker, 2007
32. Mon meilleur ami, 2009

## Impacto
Bill y Bolita es uno de los cómic francófonos más vendidos, alcanzado el nuevo álbum de Verron en 2009 las 300.000 copias.

### Adaptaciones cinematográficas
En 2013 se estrenó una película belga-francesa-luxemburguesa, "Boule et Bill", basada en los cómics. Está protagonizada por Franck Dubosc como el padre, Marina Foïs como la madre y Charles Crombez como Bill. Recibió malas críticas, pero tuvo el suficiente éxito comercial como para justificar una secuela "Boule et Bill 2", estrenada en 2017.

### Adaptaciones televisivas
Se han producido cuatro series de televisión animadas basadas en Bill y Bolita:
- Boule et Bill (serie de televisión de 1960) emitida por RTF
- Boule et Bill (serie de 1975) emitida por TVA Dupuis
- Boule et Bill (serie de 2000) emitida por TF1
- Boule et Bill (serie de televisión de 2004) emitida en Unis con 104 episodios[7]
- Boule et Bill (serie de TV de 2006) emitida en TOU.TV con 104 episodios[8] parece ser un redoblaje de la serie de 2004 con las historias en un orden diferente
- Boule et Bill (serie de televisión de 2015) emitida en France 3 y dirigida por Philippe Vidal. Incluye dos temporadas que comprenden 26 episodios de 10 minutos.[9]

### Adaptaciones a videojuegos
Un videojuego para Nintendo DS basado en la historieta fue lanzado en 2008 por Atari y Anuman Interactive.

### Tributos

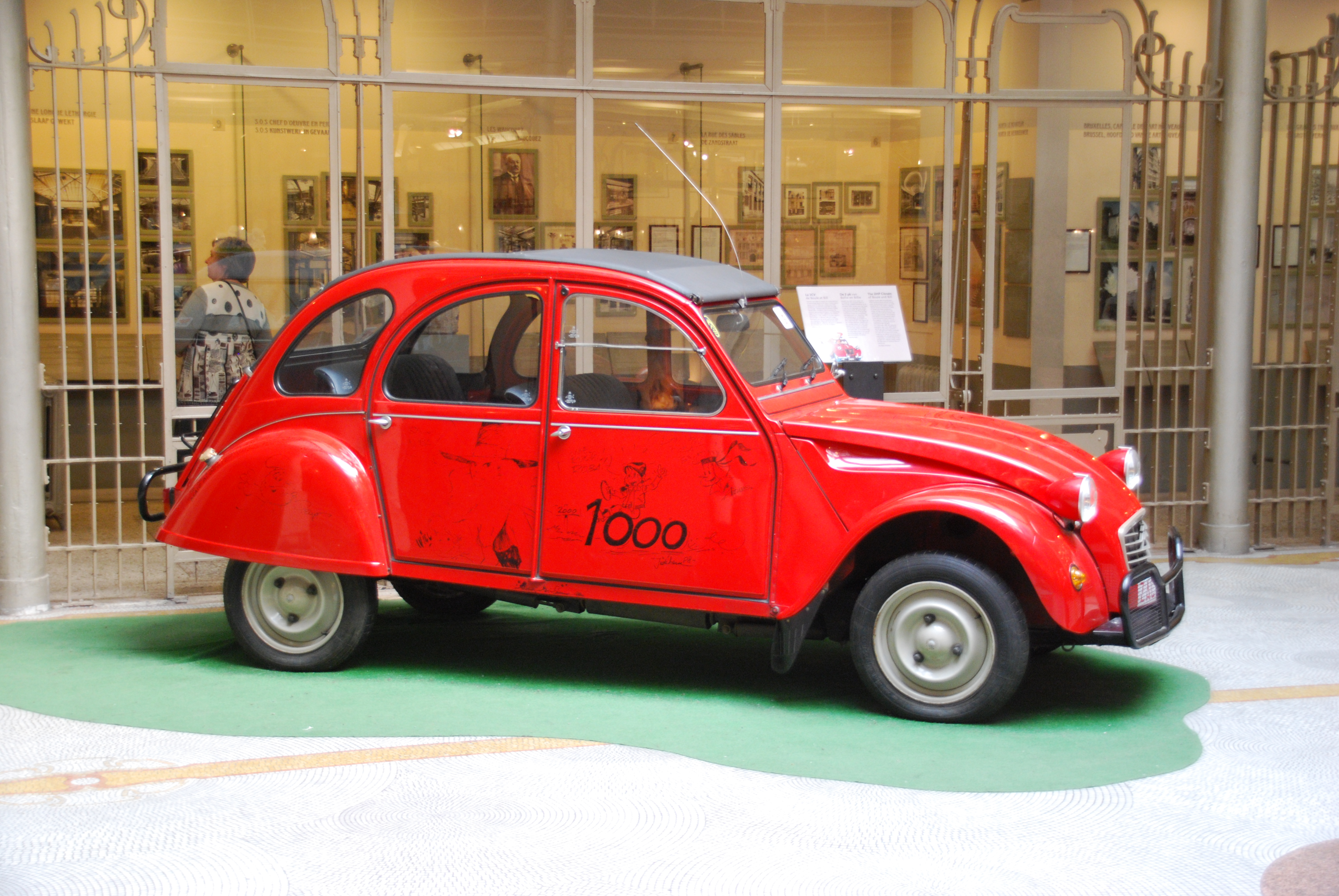
El Citroen 2 CV de Bill y Bolita, exposición permanente en el Centro Belga del Cómic en Bruselas.

En el Centro Belga del Cómic en Bruselas la exposición permanente rinde homenaje a los pioneros de la historieta belga, entre ellos Jean Roba y su serie Bill y Bolita.
Bill y Bolita son unos de los muchos personajes de la historieta belga que, de manera jocosa, han dado nombre a una calle de Bruselas. La Rue au Beurre / Boterstraat tiene una placa conmemorativa con el nombre de Rue Boule et Bill / Bollie en Billie straat (Calle Bill y Bolita) colocada debajo de la señal propia de la calle.
En 1992 se pintó un mural que representa a Bill y Bolita en la calle Chevreuil de Bruselas, como parte de la Ruta del Cómic de Bruselas. Fue diseñado por G. Oregopoulos y D. Vandegeerde.
En el año 2000 se erigió una estatua de Bill y Bolita en Jette (Bélgica), al lado de donde vivía Roba. Fue esculpida por Tom Frantzen. En 2014 la estatua fue objeto de vandalismo.
En 2002 La Poste, el sistema de correos de Francia, emitió dos sellos postales con Bill y Bolita. Tres de las ocho estampillas que contenía cada hoja eran sellos semipostales a beneficio de la Cruz Roja francesa.
Una imagen de Bill aparece en la portada del álbum Pink And Blue de Night Slave.